# Tetralonia fuscipes
Tetralonia fuscipes är en biart som beskrevs av Morawitz 1894. Tetralonia fuscipes ingår i släktet Tetralonia och familjen långtungebin. Inga underarter finns listade i Catalogue of Life.